# Melaleuca quercina
Melaleuca quercina är en myrtenväxtart som beskrevs av Lyndley Alan Craven. Melaleuca quercina ingår i släktet Melaleuca och familjen myrtenväxter. Inga underarter finns listade i Catalogue of Life.